# Ламм, Павел Александрович
Павел Александрович Ламм (Paul Lamm, 1882—1951) — российский советский музыковед, источниковед, пианист, педагог. Доктор искусствоведения (1944).

## Биография
Родился 16 (28) июля 1882 года в Москве. Сын слесаря-механика Александра Федоровича Ламма (Alexander Lamm, 1841—1902), выходца из Саксонии и Екатерины Осиповны (урождённой Штелинг), дочери красильного мастера, выходца из Баварии, перешедших в православие.
Учился на юридическом факультете Боннского университета и в Высшей коммерческой школе при Кёльнском университете (1900—1902). Начальное музыкальное образование получил в Москве у А. Т. Гречанинова (теория музыки) и Ф. Э. Лерчера (фортепиано) (1896—1900 и 1904). В 1912 году окончил Московскую консерваторию. Ученик К. А. Киппа и Н. Е. Шишкина. Со студенческих лет аккомпанировал А. В. Стенбок-Фермор, Н. А. Олениной-Д’Альгейм, Е. В. Копосовой. Часто выступал в концертах общества «Дом песни» (был его действительным членом) и «Вечеров современной музыки». Тогда же сблизился с композиторами А. А. Олениным и Н. Я. Мясковским, посвятившим П. А. Ламму свою Седьмую симфонию. До 1917 года концертировал как пианист.
В 1914 году был арестован как иностранный подданный враждебного России государства, вскоре отпущен, но выслан в Бирск Уфимской губернии. С 1918 года — заведующий архивной секцией МУЗО Наркомпроса, 1918—1923 годах возглавлял Государственное музыкальное издательство, где основал Государственную музыкальную нотницу с архивами рукописей и редких изданий.
В 1921 году П. А. Ламм получил квартиру в Московской консерватории, где по средам устраивались вечера для исполнения и прослушивания музыки русских и зарубежных классиков и современных композиторов. Среди неизменных участников таких собраний были К. С. Сараджев, Н. Г. Александрова, А. А. Шеншин, Д. М. Мелких, М. Г. Губе. Часто бывали А. Ф. Гедике, В. М. Беляев, Ан. Н. Александров, С. Е. Фейнберг, Н. Я. Мясковский, С. С. Прокофьев и М. А. Прокофьева, В. Я. Шебалин, Ю. С. Никольский, Б. В. Асафьев (в свои приезды в Москву в 1920—1930-х годах), С. А. Малявин и другие музыканты.
По ложному доносу композитора А. А. Крейна в 1923 году был арестован и несколько месяцев провёл в Бутырской тюрьме; был выпущен на свободу благодаря ходатайству А. Б. Гольденвейзера.
В 1924—1929 годах — действительный член Музыкальной секции ГАХНа, в 1927—1930 годах член-корреспондент Института истории искусств. В 1938—1947 годах — руководитель камерного класса Оперной студии имени К. С. Станиславского.
В Московской консерватории преподавал в 1919—1951 годах (профессор с 1939). Вёл классы чтения партитур («практического изучения симфонической литературы»), камерного ансамбля, общего фортепиано. Среди учеников: А. И. Ведерников, Е. Д. Кругликова, Л. Н. Оборин, Н. Старокадомский, В. Я. Шебалин. В 1944—1948 годах также работал в Комиссии по источниковедению и текстологии Научно-исследовательского кабинета Московской консерватории.
П. А. Ламм был весьма близок и дружил с С. С. Прокофьевым, который доверил ему расшифровку и составление оркестровых партитур своих крупных сочинений, в числе которых оперы «Семён Котко», «Война и мир», «Повесть о настоящем человеке» и балет «Золушка».
Умер 5 мая 1951 года в посёлке Николина Гора Московской области. Похоронен в Москве на Введенском кладбище (8 уч.).

## Научная деятельность
П. А. Ламм вошёл в историю отечественной науки прежде всего как источниковед, подготовивший первое критическое (по автографам) издание сочинений Модеста Петровича Мусоргского. Это издание, выпущенное в 1930-х годах и давно ставшее библиографической редкостью, до сих пор не потеряло актуальности.

## Награды
- орден Трудового Красного Знамени (28.12.1946)

## Семья
- Племянница и приемная дочь — О. П. Ламм
- Правнук — Денис Германович Ломтев (р. 1972), музыковед, кандидат искусствоведения, выпускник Московской консерватории, работал на кафедре истории зарубежной музыки консерватории